# 한국잔디학회
한국잔디학회는 잔디류 및 지피식물 전반에 관한 학술연구와 기술개발 및 정보를 상호교환하고, 그 지식을 널리 보급하며 나아가 대한민국 국토개발 및 녹화에 따른 사업의 발전에 기여할 목적으로 2010년 9월 9일 설립 허가된 대한민국 산림청 소관의 사단법인이다. 사무실은 서울특별시 노원구 화랑로 815, 삼육대학교 과학기술대학 제2과학관 308호에 있다.

## 주요 사업
- 잔디류 및 지피식물 전반에 관련되는 학문분야의 조사·연구·지도·홍보
- 국내외 관련학회와의 학술교류 및 회의참석
- 정부, 공공단체, 기타기관 업체 등이 의뢰하는 “녹지조성 및 관리”에 관한 기술연구 및 평가분석업무의 수행
- 포상 및 장학사업